# Trieste mia!
Trieste mia! è un film del 1951, diretto da Mario Costa.
È conosciuto anche con il titolo Trieste del mio cuore.

## Trama
Durante la seconda guerra mondiale, Alberto e Luciano, legati da una grande amicizia, combattono nello stesso reggimento. I due sono caratterialmente opposti: Alberto è infatti un dongiovanni impenitente, mentre Luciano, triestino di nascita, è assai timido con le donne. Luciano ha una bella voce, ma con le sue canzoni favorisce soltanto le varie conquiste amorose dell'amico. A Trieste, dove il reggimento viene trasferito, Alberto conosce Anna, la figlia di un medico e se ne innamora: egli non sa che anche Luciano ama la ragazza, che conosce fin da quando era bambino, e ciò causa parecchia tensione tra i due amici. C'è però un terzo contendente per l'amore di Anna, lo slavo Kari, suo ex fidanzato, che non si rassegna alla fine della relazione con la ragazza ed ha intenzione di riprendersela.
Respinto da Anna, Kari si vendica, dopo l'8 settembre, denunciando Luciano ed Alberto ai tedeschi, ed i due vengono così imprigionati. Approfittando di un'imboscata dei partigiani, Alberto e Luciano riescono a liberarsi, ma Luciano viene ferito ad una gamba e viene così ricoverato in ospedale. Quando la città viene occupata dai partigiani slavi, Kari fa arrestare nuovamente Alberto assieme al padre di Anna; poi offre ad Anna la liberazione di entrambi, purché ella gli si conceda. Per rendere impossibile tale ricatto, il padre di Anna si suicida. Alberto evade dalla prigione e si riunisce ad Anna ed a Luciano, ancora convalescente. Mentre fuggono, vengono inseguiti dai partigiani slavi, capeggiati da Kari: nella sparatoria che ne segue, Kari e Alberto rimangono uccisi.

## Produzione
Il film è ascrivibile al filone dei melodrammi sentimentali, comunemente detto strappalacrime, molto in voga in quel periodo tra il pubblico italiano.
Venne realizzato per gli interni presso gli stabilimenti romani della S.A.F.A. Palatino, e per gli esterni a Trieste e dintorni.

## Accoglienza
Il film ottenne un ottimo risultato commerciale, incassando 666.200.000 lire dell'epoca, risultando il quarto maggiore introito in Italia della stagione cinematografica 1951-1952, preceduto solo da Anna di Alberto Lattuada, I figli di nessuno di Raffaello Matarazzo e Core 'ngrato di Guido Brignone, anch'essi tutti appartenenti al filone strappalacrime, all'epoca all'apice del suo successo tra il pubblico italiano, nonostante l'aperta ostilità della critica cinematografica coeva, che solo a partire dagli anni settanta opererà una generale rivalutazione in positivo di queste pellicole, coniando appositamente il termine neorealismo d'appendice per riferirvici.

## La morte di Ermanno Randi
Al film è legato un triste episodio di cronaca nera: Ermanno Randi, co-protagonista della pellicola, che all'epoca era uno dei giovani attori più promettenti ed in ascesa del cinema italiano (in quello stesso anno era stato protagonista di Enrico Caruso, leggenda di una voce, che aveva riscosso anch'esso un grande successo al botteghino), il 1º novembre 1951 (giorno della fine delle riprese di Trieste mia!), dovette ripetere più volte la scena finale, fino ad arrivare a tarda notte; a casa trovò ad aspettarlo il suo fidanzato e convivente Giuseppe Maggiore (Randi era infatti omosessuale, anche se la cosa era a conoscenza solo di pochi intimi); il quale, non credendo che il ritardo del compagno fosse dovuto a motivi di lavoro (immaginando invece che l'uomo avesse passato la serata in compagnia di un amante) in un impeto di gelosia, prese una pistola e gli sparò sei colpi, dei quali tre lo colpirono ed uccisero; la vita di Ermanno Randi fu così stroncata a soli 31 anni.